# Bo Stråth
ReBo Stråth (1943) é Professor Emérito de História Nórdica, Europeia e Mundial e Diretor de Pesquisa do Centro de Estudos Nórdicos da Universidade de Helsinque. Tem como interesses de pesquisa a filosofia da história e a teoria política, social e econômica da modernidade, com foco particular à história das ideias. Nos últimos anos, Stråth tem pensado e escrito amplamente sobre a construção de comunidades e fatores que união ou divisão de sociedades.
Stråth foi professor de História na Universidade de Gotemburgo, entre 1990 a 1996, e professor de História Contemporânea no Instituto Universitário Europeu, em Florença, entre 1997 e 2007.  Atuou também como professor visitante em diversar universidades e escolas, incluindo as universidades de Estocolmo, Uppsala e Aarhus, a  Universidade Humboldt de Berlim, a École des Hautes Études en Sciences Sociales e o Collegium for Advanced Studies in Social Sciences.
Em 2002, representando o Instituto Universitário Europeu, Stråth foi também membro fundador do Comitê Internacional de História Social, junto com historiadores como Marcel van der Linden, Francis Demier, Path Thane e Klaus Tenfelde.